# Campeonato Europeo de Triatlón de 1991
El VII Campeonato Europeo de Triatlón se celebró en Ginebra (Suiza) el 8 de septiembre de 1991 bajo la organización de la Unión Europea de Triatlón (ETU) y la Federación Suiza de Triatlón.

## Resultados
| Evento    | Oro                                        | Plata                                 | Bronce                            |
| --------- | ------------------------------------------ | ------------------------------------- | --------------------------------- |
| Masculino | Simon Lessing Reino Unido 1:53:25          | Robert Barel · Países Bajos · 1:54:08 | Rémy Rampteau Francia 1:54:11     |
| Femenino  | Isabelle Mouthon-Michellys Francia 2:07:53 | Simone Mortier · Alemania · 2:08:39   | Sonja Krolik · Alemania · 2:09:16 |

## Medallero
| Núm. | País         | Oro | Plata | Bronce | Total |
| ---- | ------------ | --- | ----- | ------ | ----- |
| 1    | Francia      | 1   | 0     | 1      | 2     |
| 2    | Reino Unido  | 1   | 0     | 0      | 1     |
| 3    | Alemania     | 0   | 1     | 1      | 2     |
| 4    | Países Bajos | 0   | 1     | 0      | 1     |
|      | TOTAL        | 2   | 2     | 2      | 6     |